# Dipodillus campestris
Il dipodillo del Nordafrica (Dipodillus campestris) è una specie di gerbillo diffusa dal Marocco alla Somalia.
Essendo il suo areale piuttosto esteso, presenta delle variazioni geografiche anche piuttosto evidenti, che nel passato hanno portato vari autori a classificarle come specie a sé stanti: recenti lavori di sistematica hanno portato alla conclusione che ben 19 specie di gerbillo precedentemente catalogate, sono in realtà razze o sottospecie di questo animale. Tuttavia, si è ben lungi dal fare chiarezza sulla faccenda.